# دانشگاه مرسر
دانشگاه مرسر یک دانشگاه تحقیقاتی خصوصی است که پردیس اصلی آن در میکن، جورجیا است. این دانشگاه که در سال ۱۸۳۳ با نام مؤسسه مرسر تأسیس شد و در سال ۱۸۳۷ تبدیل به دانشگاه شد. این دانشگاه بیش از ۹۰۰۰ دانشجو را در ۱۲ کالج و مدرسه از جمله هنرها و علوم آزاد، تجارت، مهندسی، آموزش، موسیقی، کالج حرفه‌ای. حرفه‌های پیشرفت، حقوق، الهیات، پزشکی، داروسازی، پرستاری و بهداشت ثبت نام می‌کند. مرسر یکی از اعضای اتحاد تحقیقات جورجیا است و دارای شعبه ای از انجمن فی بتا کاپا که قدیمی‌ترین انجمن افتخاری دانشگاهی آمریکا است، می‌باشد.